# Dezső Kemény
Dezső Kemény (n. 6 martie 1925 – d. 24 septembrie 2002) a fost un scriitor maghiar.
Primul volum care i-a fost publicat este Drumul cel mai scurt (1958), volum de povestiri științifico-fantastice.
În 1970 îi apare volumul științifico-fantastic-polițist Misteriosul țap - Billy, fragmente din carte fiind publicate în antologiile internaționale Arma invizibilă (RDG) și Accidentul profesorului Balia (Uniunea Sovietică).

## Traduceri
- Generația a treia, Anticipația CPSF 477/1991, traducere de Liviu Pîrțac

## Vezi și
- Științifico-fantasticul în Ungaria
- Listă de scriitori maghiari